# NGC 135
NGC 135 é uma galáxia localizada na direcção da constelação de Cetus. Possui uma declinação de -13° 20' 16" e uma ascensão recta de 0 horas, 31 minutos e 45,9 segundos.
A galáxia NGC 135 foi descoberta em 1886 por Frank Leavenworth.